# Daihatsu Mira Tocot
 (mai 2020).
La Daihatsu Mira Tocot (Japanese: ダイハツ・ミラ トコット, Daihatsu Mira Tokotto)  est une voiture Keijidōsha construite par le constructeur japonais Daihatsu. Elle succède la Mira Cocoa.
Le nom "Tocot" est un mot inventé inspiré de " To Character" (expression de sa propre propriété), " To Comfortableness" (sécurité, sûreté et facilité de conduite) et " To Convenience" (convivialité).

## Galerie

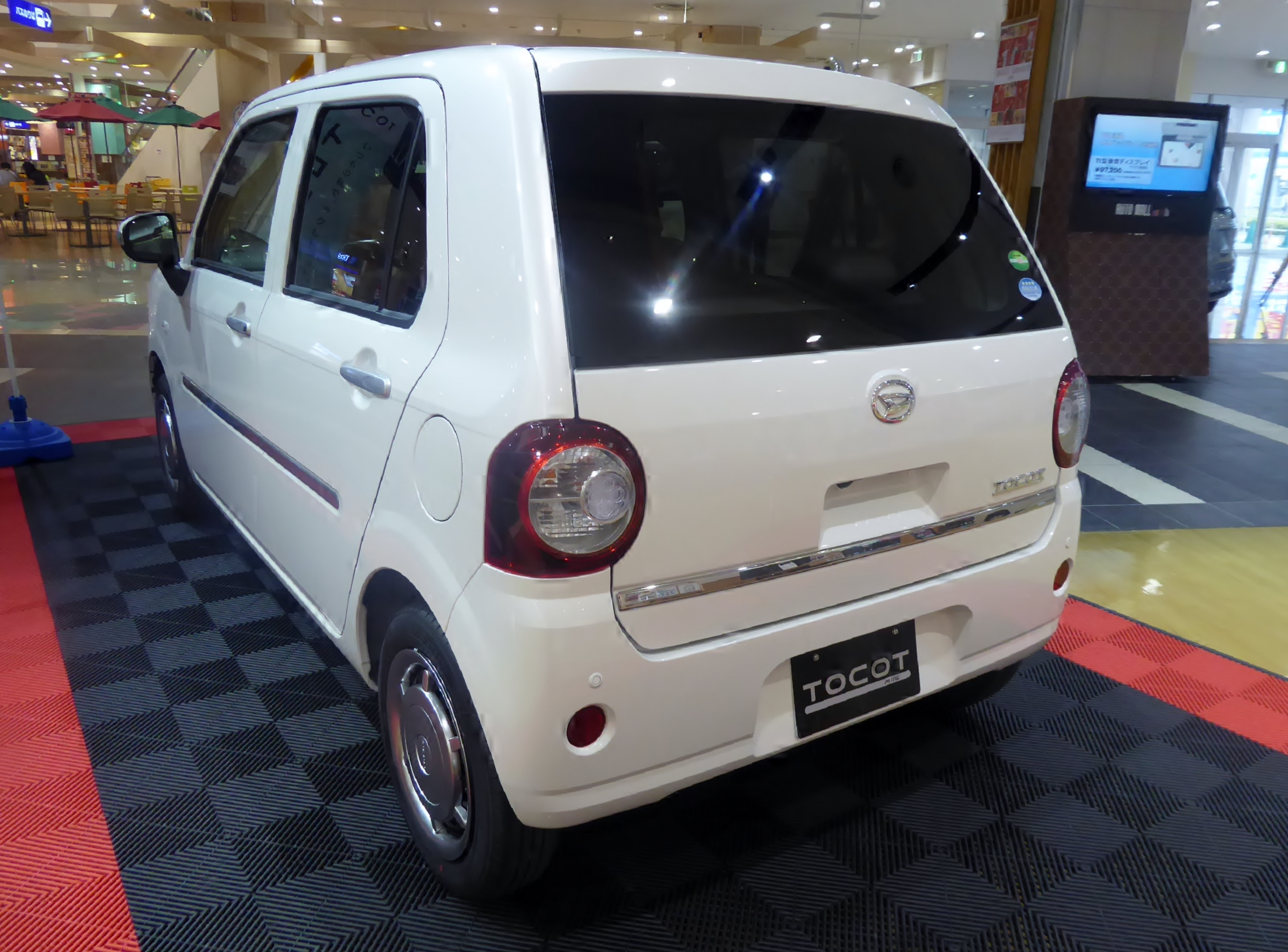
2018 Daihatsu Mira Tocot G "SA III" (LA550S, Au Japon)
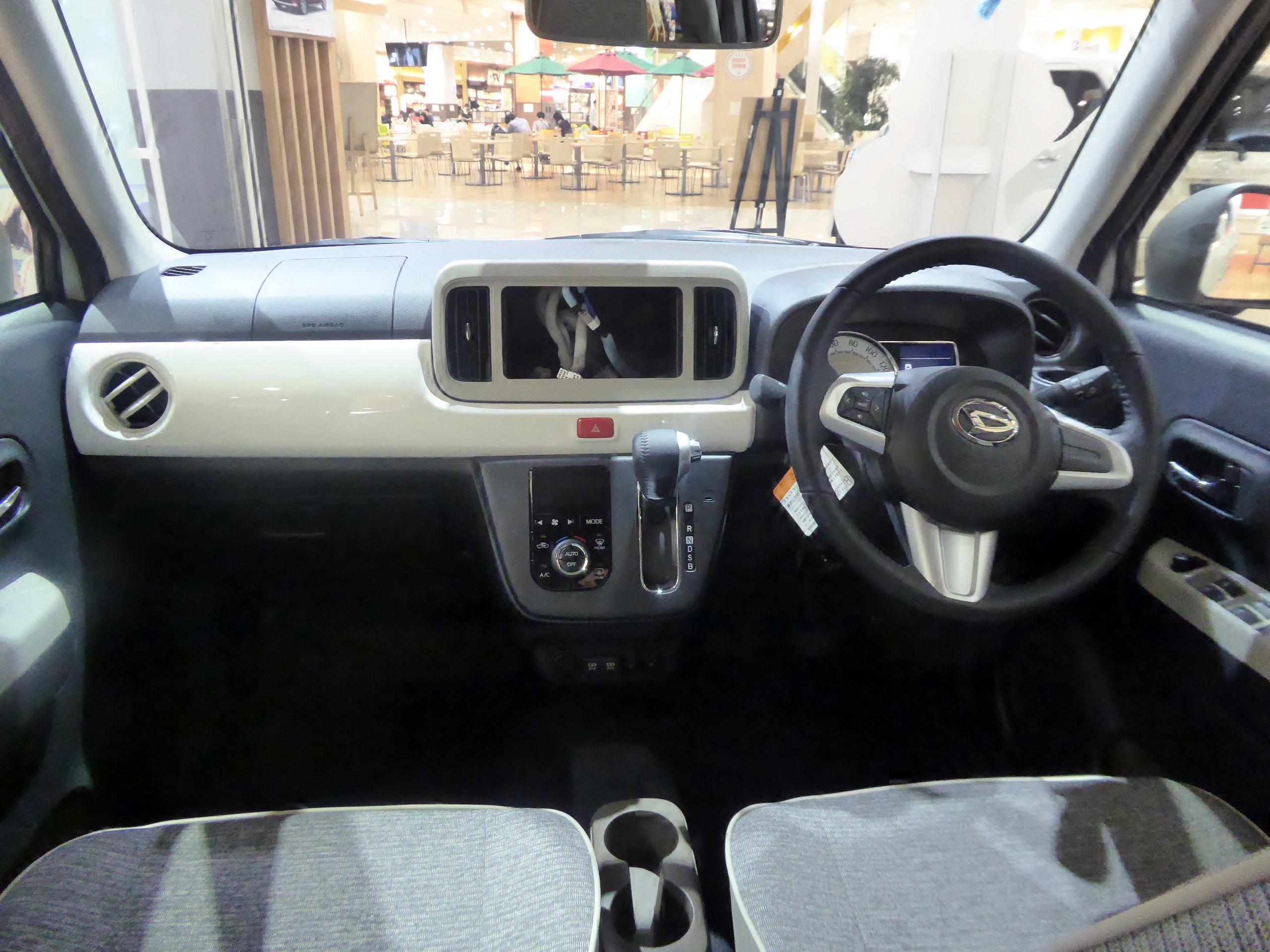
Vu de l'intérieur